# Agatha Bârsescu

Agatha Bârsescu

Agatha Bârsescu (n. 9 septembrie 1857, București, Țara Românească – d. 22 noiembrie 1939, București, România) a fost o actriță română.

## Biografie
Părinții, colonelul Constantin Bârsescu împreună cu soția sa Maria, i-au asigurat cursuri la Sibiu, Viena și la Școala Centrală din București. Prima școală urmată la Sibiu a fost un pension condus de călugărițe, unde va învăța limba germană și unde numele îi va fi schimbat din Agata în Agatha. A urmat apoi Conservatorul de muzică și artă dramatică de la București, la clasa lui Ștefan Vellescu. Apare pe scena Teatrului Național înainte de terminarea studiilor, în Smărăndița, din Pe malul gârlei, de Dimitrie Ollănescu-Ascanio, Azurina din Fata aerului, de Cognard și Raymond. Interpretează Ofelia pe scena Ateneului Român, la 25 martie 1879 și examenul de absolvire cu Desdemona, alături de C.I. Nottara, colegul ei de an. Părăsește România și se înscrie la Conservatorul din Viena, ca simplă începătoare, terminându-și studiile în anul 1883. Este angajată la Deutsches Theater, din Berlin. A jucat ca primă tragediană la Burgtheater din Viena, apoi pe scenele multor teatre din Europa și din America. Și-a valorificat însușirile de tragediană interpretându-și rolurile cu patos romantic. Printre creațiile sale se numără rolurile titulare din "Medeea" și "Sapho", ambele de Franz Grillparzer, "Antigona" de Sofocle, "Maria Stuart" de Friedrich von Schiller, regina din Ruy Blas de Victor Hugo, etc. Spre sfârșitul vieții a fost profesoară la Conservatorul din Iași. Pentru activitatea sa teatrală la Viena, Agatha Bârsescu a fost decorată prin decret cu titlul de Actriță a Curții Imperiale.
În 1906, la Craiova, va face cunoștință cu actorul Constantin Radovici, bărbatul care îi va cuceri inima și cu care se va căsători în 1907. Relația lor însă nu va rezista și în 1910 se vor despărți, Constantin Radovici preferând să se întoarcă în România.
Începând cu anul 1925 se va stabili la Iași unde, timp de 15 ani, va preda la Catedra de Mimică și Declamațiune la Conservatorului Dramatic.
A scris un volum autobiografic intitulat „Memorii din Germania, Austria, Ungaria, America și România”, publicat în București la Editura Adeverul S.A.
Este înmormântată în Cimitirul Eternitatea din Iași. Pe placa sa funerară a fost gravată următoarea inscripție: Aici odihnește geniala tragediană, Agata Bârsescu, Gloria neamului românesc care a ilustrat teatru până la desăvârșire în țară și străinătate + la 22 noembrie 1939.
În sectorul 3 al Capitalei, una dintre străzile din zona Vitan îi poartă numele.

## Roluri interpretate în ordinea premierelor (Teatru)[7]
Stagiunea 1878-1879
Teatrul Național din București
- Azurina, Fata aerului, Cogniard și Raymond
- Casilda, Ruy Blas, Victor Hugo

Stagiunea 1879-1880
Teatrul Național din București
- Lina, Candidat și deputat, G. Sion
- Smărăndița, Pe malul gârlei, D. Ollănescu-Ascanio
- Ileana, Pribeagul, D. Ollănescu-Ascanio
- Suleima, Peste Dunăre, G. Ventura

Stagiunea 1879-1880
Deutsches Theater din Berlin
- Doamna în doliu, Minna von Barnhelm, Lessing

BURGTHEATER din Viena
- Hero, Valurile mării și ale iubirii, Grillparzer
- Deborah, Deborah, S. Mosenthal
- Rosaura, Viața e vis, Calderon de la Barca
- Julieta, Romeo și Julieta, Shakespeare

Stagiunea 1884-1885
BURGTHEATER din Viena
- Delphine, Domnișoara de Laury, Guido Conrad
- Octavia, Antoniu și Cleopatra, Shakespeare
- Ghita, Sfârșitul lui Don Juan, Paul Heise
- Clara, Egmont, Goethe
- Mirza, Visul e viață, Grillparzer
- Ofelia, Hamlet, Shakespeare
- Isabella, Judecătorul din Zalameea, Calderon de la Barca
- Margareta, Faust-Partea I, Goethe
- O păcătoasă (Margareta), Faust-Partea a II-a, Goethe
- Bertha, Străbuna, Grillparzer
- Zîna Cheristane, Risipitorul, Ferdinand Raimund
- Judith, Uriel Acosta, Gutzkow

Teatrul German din Cernăuți
- Luise, intrigă și iubire, Schiller
- Margareta, Vrăjitoarea de pe stâncă, Niessel

Stagiunea 1885-1886
BURGTHEATER din Viena
- Ingoli, Regele Koloman, Jokai Mor
- Carlotta, La Curtea Ducelui, Carl Caro
- Ioana, Fecioara din Orléans, Schiller
- Prințesa Eboli, Don Carlos, Schiller
- Virgilia, Coriolan, Shakespeare
- Lady Anne, Richard al III-lea, Shakespeare
- Amalia, Hoții, Schiller

Stagiunea 1886-1887
BURGTHEATER din Viena
- Maria, Götz von Berlichingen, Goethe
- Licinia, Gracchus, tribunul poporului, Adolf Wilbrandt
- Desdemona, Othello, Shakespeare
- Doña Mencia, Medicul onoarei sale, Calderon de la Barca
- Antigona, Oedip la Colona, Sofocle

Stagiunea 1887-1888
BURGTHEATER din Viena
- Emilie, O poveste obișnuită, Giuseppe Costetti
- Leonore, Fiesco, Schiller
- Tekla, Wallenstein, Schiller,
- Isabella, Richard al II-lea, Shakespeare
- Recha, Nathan înțeleptul, Lessing
- Maria, Clavigo, Goethe
- Denise, Denise, Alexandre Dumas-fiul
- Esther, Esther, Grillparzer

Stagiunea 1888-1889
BURGTHEATER din Viena
- Rhodope, Gyges și inelul său, Hebbel
- Contesa Ruthland, Contele Essex, Laube

Stagiunea 1889-1890
BURGTHEATER din Viena
- Esther, Evreica din Toledo, Grillparzer
- Goneril, Regele Lear, Shakespeare

KARLSTHEATER din Viena
- Zanetto, Pribeagul, François Coppé

Stagiunea 1890-1891
Turneul din România, luna noiembrie
- Sapho, Sapho, Grillparzer (Actula al III-lea)
- Marguerite Gauthier, Dama cu camelii, Alexandre Dumas-fiul

Teatrul Orășenesc Hamburg-Altona
- Emilia, Emilia Galotti, Lessing
- Sabine, Soarele, Paul Lindau
- Claudine, Domnul cel nou, Ernst von Wildenbruch
- Margherite, Pantoful de bal, Octave Gastineau
- Helene, visul unei nopți de vară, Shakespeare
- Hanuchen, Studentul bătrân, R. Benedix
- Armgard, Wilhelm Tell, Schiller
- Jolanthe, Fiica Regelui René, Henrick Hertz

Stagiunea 1891-1892
Teatrul Orășenesc Hamburg-Altona
- Jeanne, Sfânta falsă, Oscar Blumenthal
- Contesa Schulenburg, Sopia-Dorothea, Friedrich Schüz
- Anna Mahr, Oameni singuratici, Gerhard Hauptmann
- Fabienne, 37 Thermidor, Victorien Sardou
- Francis, Oliver Cromwell, Rudolf, Gottscholl
- Adelaid, Götz von Berlichingen, Goethe
- Eva, Tragedia omului, Imre Madách
- Sylvia, A tempo, Enrico Montecarboni
- Barbara, Quitzowi, Ernst von Wildenbruch
- Livia, Sigurd, fiul lui Arminius, Elise Rehburg
- Contesa Terzki, Wallenstein, Schiller

Stagiunea 1892-1893
Teatrul Orășenesc Hamburg-Altona
- Maria Stuart, Maria Stuart, Schiller
- Isabella, Columbus, Emil Wolff
- Noemi, Les Jopards, Albert Guinon și M. Denier
- La Vallier, Actorii împăratului, Carl Watenburg
- Lady Milford, Intrigă și iubire, Schiller
- Thérèse, Molière, Goldoni
- Vasantasena, Vasantasena, Sudraka, prelucrată de Emil Phol

Turneul din România, luna aprilie 1893
- Alexandra, Alexandra, Richard Voss
- Magda, Patria, Sudermann

Stagiunea 1893-1894
Turneul din România, luna octombrie
- Eva, Eva, Richard Voss

Raimund-Theater din Viena
- Irmgard, contele de Hammerstein, Adolf Wilbrandt

Stagiunea 1894-1895
Raimund-Theater din Viena
- Clotilde, Între două inimi, Richard Voss
- Preciosa, Preciosa, Pius Alexander Wolf

Stagiunea 1895-1896
Raimund-Theater din Viena
- Elisabeth, contele Essex, Laube
- Ullranda, Ullranda, Carmen Sylva
- Vineta, Vineta, Fred Halmsen

Stagiunea 1896-1897
Turneul din România, lunile februarie și martie 1897
- Marioara, Marioara, Carmen Sylva
- Meșterul Manole, Meșterul Manole, Carmen Sylva
- Magda Ruder, Datoria, Heinrich Wiede

Stagiunea 1897-1898
Turneul de la Cernăuți, ianuarie 1898
- Sapho, Sapho, Grillparzer
- Medeea, Medeea, Grillparzer
- Clara, Maria Magdalene, Hebbel
- Olga, două lumi, Marco Brocimer

Stagiunea 1898-1899
KAISERJUBILÄUMSTHEATER Viena
- Tusnelda, Bătălia lui Hermann, Heinrich von Kleist
- Turandot, Prințesa Turandot, Gozzi
- Eugenie, Lebemänner, Franz Wolf
- Faustine, Împăratul Marc Aureliu la Viena, Richard Kralik
- Ifigenia, Ifigenia în Taurida, Goethe

Turneul de la Cernăuți, ianuarie 1899
- Odette, Odette, Victorien Sardou

Turneul de la Cernăuți, august 1899
- Thérèse Raquin, Thérèse Raquin, Emile Zola

Stagiunea 1899-1900
Teatrul Național din București
- Contesa Orsina, Emilia Galotti, Lessing
- Maria Lehr, Vinovatul, Richard Voss
- Lady Machbeth, Machbeth, Shakespeare
- Medeea, Medeea, Legouvé
- Andrada, Traian și andrada, G. Ventura
- Țăranca, Mort fără lumânare, I. C. Bacalbașa
- Sarah O’Donnor, Contesa Sarah, Georges Ohnet

Stagiunea 1900-1901
Teatrul Național din București
- Cleopatra, Antoniu și Cleopatra, Shakespeare
- Martha, Căsătoria din dragoste, Baumberg

Stagiunea 1901-1902
Teatrul Național din București
- Messalina, Arria și Mesalina, Adolf Wilbrandt
- Laura, Doña Laura, Constantin Mărculescu
- Fedora, Fedora, Victorien Sardou
- Doamna Clara, Vlaicu Vodă, Alexandru Davila
- Andreea de Roville, Le Vertige, Provins

Stagiunea 1902-1903
Teatrul Național din București
- Fedra, Fedra, Racine
- Hilda, Trăiască viața, Sudermann
- Monna Vanna, Monna Vanna, Maurice Maeterlinck

Stagiunea 1904-1905
Teatrul Național din București
- Contesa, În ziua scadenței, Carmen Sylva

Stagiunea 1906-1907
Teatrul Național din Iași
- Sclava, Sclava, Ludwig Fulda

Stagiunea 1907-19078
Turneul din România organizat de Agatha Bârsescu, Constantin Radovici și Grigore Tăutu
- Judith, Judith, Hebbel
- Hamlet, Hamlet, Shakespeare

Stagiunea 1912-1913
Viena, Wiener Rotonde
Berlin, Studiourile Cinematografice, Jos
Menchen Habensee
- Stareța, Miracolul, Karl Vollmoeller

Stagiunea 1913-1914
Metropolitan Opera, New York
- Jocasta, Oedip-Rege, Sofocle, în prelucrarea lui A. Wilbrandt

Stagiunea 1915-1916
New York, Trupa Art Players
- Doamna Alving, Strigoii, Ibsen

Stagiunea 1925-1926
Teatrul Național din Iași
- Jacqueline, Necunoscuta, Bisson

Stagiunea 1927-1928
Teatrul Național din București
- Themis, Prometeu, Victor Eftimiu

Teatrul Național din Iași
- Andreea, Andreea, Paula Petrescu

Stagiunea 1932-1933
Teatrul Ion Iancovescu din București
- Tante Ottilie, Alunița de sub fustă, Kurt Goetz

## Filmografie
- Das Mirakel (Miracolul), film mut (1912)[12]